# Mortefontaine (Aisne)
Mortefontaine è un comune francese di 252 abitanti situato nel dipartimento dell'Aisne della regione dell'Alta Francia.

## Società

### Evoluzione demografica
Abitanti censiti